# Max Affolter

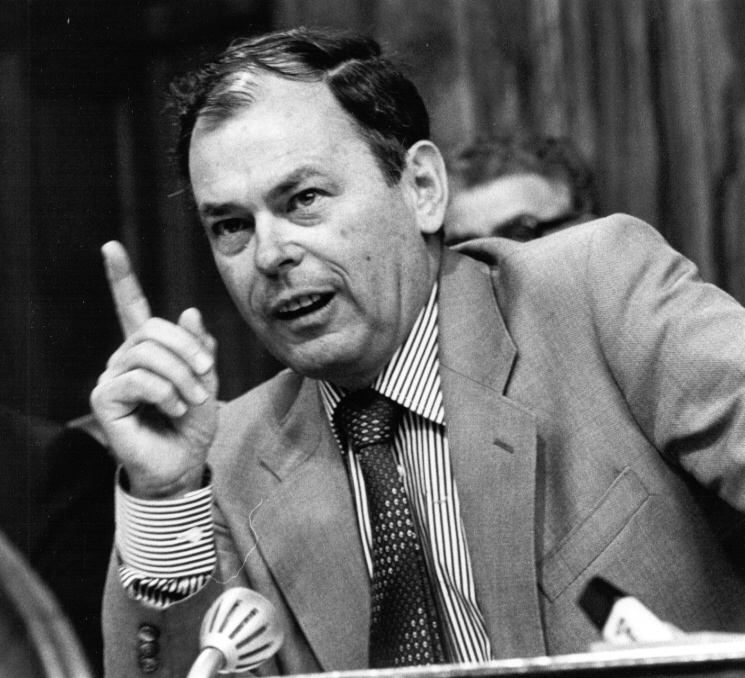
Max Affolter (1986)

Max Affolter (* 30. Dezember 1923 in Niedergerlafingen oder in Bern; † 8. März 1991 in Olten) war ein Schweizer Jurist und Politiker der Freisinnig-demokratischen Partei der Schweiz.

## Leben

### Familie
Max Affolter war der Sohn von Alfred Affolter, Direktor der Schweizerischen Strassenbau- und Tiefbau-Unternehmung AG (Stuag).
Er war mit Eva, die Tochter des Fabrikanten Fridolin Heer, verheiratet. Zu ihren drei Kindern gehört unter anderem die spätere Ärztin und Politikerin Franziska Schöni-Affolter.
Max Affolter verstarb an den Folgen eines Hirntumors; die Trauerfeierlichkeiten fanden in der Friedenskirche in Olten statt.

### Werdegang
Nach dem Besuch der Kantonsschule Solothurn immatrikulierte sich Max Affolter zu einem Studium der Rechtswissenschaften an der Universität Zürich; später setzte er das Studium in Paris und an der University of Michigan in Ann Arbor im Bundesstaat Michigan in den USA fort und promovierte 1949 mit seiner Dissertation Der Eigenschaftsirrtum als Eheanfechtungsgrund nach schweizerischem Recht zum Dr. jur.
Nach seiner Rückkehr in die Schweiz war er als Fürsprecher, Notar und Rechtskonsulent in der Privatwirtschaft tätig, bevor er 1961 sein eigenes Anwaltsbüro in Olten eröffnete und vielfältig in der Wirtschaft tätig war; so war er unter anderem 1963 Fürsprecher des Schweizerischen Immobilienfonds Solinvest, 1970 erst Geschäftsführer und später Verwaltungsrat der Aktiengesellschaft vormals Schweizerischer Creditorenverband und 1971 Verwaltungsrat der Steinacker Holding AG in Olten. 1985/1986 und 1988 vertrat er als Anwalt die Usego-Trimerco-Holding. Seit 1986 war er Geschäftsführer der 1984 gegründeten Also-Holding AG in Hergiswil und wurde Präsident des Verwaltungsrates der ERO-Holding AG in Olten; dazu war er Vizepräsident der HIG-Anlagestiftung.
1984 verteidigte er die gesamte Solothurner Kantonsregierung, als diese wegen ihrer Teilnahme an einer umstrittenen Reise der Kernkraftwerk Gösgen-Däniken AG nach Spanien, angeklagt worden war; die Untersuchungsbehörde hatte ein Ermittlungsverfahren wegen des Verdachts der unerlaubten Annahme von Geschenken eröffnet. Die Verhandlung, in der seiner Forderung nach einem Freispruch gefolgt wurde, fand am 5. Januar 1983 statt.
Max Affolter war 1956 Hauptmann und Kommandant der Motorisierten Aufklärungs-Schwadron 36, die zur 6. Division gehörte; 1960 leitete er das Organisationskomitee 125 Jahre Offiziersgesellschaft des Kantons Solothurn. 1962 erfolgte seine Beförderung zum Major; sein letzter Dienstgrad war Oberst.

### Politisches Wirken
Als Fraktionspräsident der Freisinnigen war Max Affolter massgeblich an der Parlamentsarbeit beteiligt und der Initiant einer Parlamentsreform zur Stärkung der Legislative gegenüber der Exekutive. Während seiner Tätigkeit als Ständerat engagierte er sich vor allem in wirtschaftspolitischen Fragen und präsidierte unter anderem die aussenpolitische Kommission. Insgesamt gehörte er über einhundert parlamentarischen Kommissionen an.
Er war 1972 Präsident der Kommission, die im Auftrag des Oltner Gemeinderates einen Entwurf für eine neue Gemeindeordnung ausarbeitete.
Als Freisinniger war er von 1961 bis 1979 im Solothurner Kantonsrat; 1976 wurde er Kantonsratspräsident.
Seit 1975 stand er der Kommission des Kantonsrats für die Revision des Solothurner Parlamentsrechts vor, die im Dezember 1977 abgeschlossen wurde.
1978 wurde er Präsident der Kommission, die eine Totalrevision der Kantonsverfassung vorsah und deren Ergebnisse im Dezember 1979 und 1980 debattiert wurden.
Er war Vizepräsident des kantonalen Wirtschaftsrates, dem er seit 1976 angehörte; hierbei setzte er sich für möglichst wenige Staatseingriffe ein und er engagierte sich als Präsident des kantonalen Aktionskomitees für die Einführung des Frauenstimmrechts (siehe auch Frauenstimmrecht in der Schweiz).
Vom 26. November 1979 – er folgte dem zurückgetretenen Ulrich Luder – bis zu seinem Tod war er Mitglied des Ständerats, deren Vizepräsident er 1989 und Präsident er am 26. November 1990 wurde; sein Vorgänger war Luregn Mathias Cavelty und ihm folgte Arthur Hänsenberger.
1979 wurde er Mitglied der Gewährleistungskommission sowie im Dezember 1981 Mitglied der Aussenpolitischen Kommission des Ständerats, zu deren Präsident er im Dezember 1985 gewählt wurde, dazu erfolgte 1987 seine Wahl zum Mitglied der Geschäftsprüfungskommission des Ständerats.
1980 war er Präsident der Kommission des Ständerats, die sich mit der Bankkundensteuer befasste, sowie Kommissionspräsident der Kommission des Solothurner Kantonsrats, die sich mit der Totalrevision der Kantonsverfassung beschäftigte. Im selben Jahr war er Vizepräsident des Aktionskomitees für das Tragen der Sicherheitsgurten.
Er gehörte 1982 dem Initiativkomitee Für Ausgleich der kalten Progression an, das eine konsequente Durchsetzung des verfassungsmässigen Anspruchs auf Ausschaltung der kalten Progression forderte. 1983 war er Präsident des Initiativkomitees und erreichte, dass eine Kommission des Ständerats gebildet wurde, deren Präsident er wurde.
1982 erhielt er den Vorsitz der Spezialkommission, die die Auswirkungen der von den Schweizerischen Bundesbahnen geplanten neuen Haupttransversale (NHT) auf den Kanton Solothurn prüfen sollte. Später war er Mitglied der kantonalen Arbeitsgruppe Bahn 2000.
Von 1982 und 1986 präsidierte er auch die ständerätliche Kommission zur Beratung des Konsumkreditgesetzes (siehe auch Bundesgesetz über den Konsumkredit). Nach dem Scheitern des Gesetzes 1986 erreichte Max Affolter 1988, dass die Beratungen wieder aufgenommen wurden.
Nachdem er unter Protest von seinem Amt als Präsident der Alkoholdelegation des Ständerats zurückgetreten war, machte er 1983 den Vorschlag, dass eine unabhängige Kommission die Organisation der Eidgenössischen Alkoholverwaltung untersucht, um beispielsweise parallele Strukturen zwischen Alkoholverwaltung und dem Bundesamt für Landwirtschaft aufzuzeigen. Im darauffolgenden Jahr kam die Alkoholdelegation zum Schluss, dass keine Sofortmassnahmen ergriffen werden müssten, führte jedoch erste Gespräche mit den Abteilungschefs. Raimund Ernst Germann (1940–1999), Direktor des Hochschulinstituts für öffentliche Verwaltung in Lausanne, wurde beauftragt, eine Untersuchung der Alkoholverwaltung vorzunehmen und in der Folge kam es zu einer Entflechtung und Teilstruktierung des Betriebs.
Er war 1984 auch an der Formulierung des neuen Bundesgesetzes über die Jagd und den Schutz der wildlebenden Säugetiere und Vögel beteiligt.
1984 gehörte er als Vizepräsident dem Aktionskomitee gegen die Bankeninitiative an und leitete seit 1985 das Komitee für Agrarpolitik des Ständerats.
Max Affolter gehörte 1985 der vorberatenden Kommission zur Totalrevision der Bundesverfassung an.
Er war 1986 Präsident der Kommission für auswärtige Angelegenheiten und war im selben Jahr Vizepräsident des Schweizerischen Aktionskomitees gegen die überflüssige Schwerverkehrsinitiative an, das sich gegen ein Begehren des Verkehrs-Club der Schweiz richtete.
1988 erfolgte seine Wahl in die neu geschaffene Verwaltungskommission des Parlaments, das sich im Rahmen der Parlamentsreorganisation mit Einflussmöglichkeiten und der kontinuierlichen Aufsicht über die Parlamentsdienste beschäftigte; im selben Jahr wurde er für den Ständerat zum Stimmenzähler gewählt. 1988 unterzeichnete er eine Motion des Ständerats Georg Stucky, in der zum Verzicht des Kernkraftwerk Kaiseraugst aufgefordert wurde.
Er gehörte 1988 dem Schweizerischen Komitee gegen eine angeblich koordinierte Verkehrspolitik an.
1989 gehörte er der Geschäftsprüfungskommission des Ständerats an und untersuchte unter anderem die Politik des Departement für auswärtige Angelegenheiten, dazu gehörte er der Verwaltungskommission an, das ein neues Raumkonzept für das Bundeshaus entwickelte; im selben Jahr war er Vizepräsident des Aktionskomitees gegen die irreführende Bauern-Initiative.
Er leitete 1989 anfangs die Arbeitsgruppe, die Fragen im Zusammenhang mit der Einsetzung einer parlamentarischen Untersuchungskommission und der Aufhebung der Immunität von alt Bundesrätin Elisabeth Kopp koordinieren und überwachen sollte und gehörte später dem Untersuchungsausschuss an.
1990 war er dem Komitee Ja zum Rebbaubeschluss, das sich für eine umweltgerechte Bewirtschaftung und die Unterstützung von Familienbetrieben einsetzte, beigetreten und gehörte der Aktion für eine unabhängige und neutrale Schweiz an.
Er rief 1990 eine parlamentarische Arbeitsgruppe ins Leben, der die Ständeräte Alois Dobler und Hubert Reymond, die Nationalräte Fritz Hösli, Roland Wiederkehr und Arthur Züger (* 1940) sowie als einzige Frau die Nationalrätin Monika Stocker (Grüne) angehörten; die Arbeitsgruppe, deren Präsident Max Affolter war, beschäftigte sich mit der Organisation der 700-Jahr-Feier der Eidgenossenschaft.
Als einziger männlicher Teilnehmer nahm er im Februar 1991 an der Frauensession teil und trat dort letztmals öffentlich auf.
Nach Affolters Tod ersetzte ihn Arthur Hänsenberger für die verbleibende Zeit des Amtsjahres als Ständeratspräsident.

## Mitgliedschaften
Max Affolter war Ehrenmitglied der Alt-Wengia, einer Schülerverbindung der Kantonsschule Solothurn, und er gehörte der Schweizerischen Studentenverbindung Helvetia an.
Während der traditionellen St.-Sebastians-Gemeinde der Stadtschützen in Olten wurde Max Affolter im Januar 1982 als Aktiver des Vereins zum Vater Bastian ernannt und er gehörte dem Fasnachts-Verein Hilari-Zunft in Olten an.
1983 war er Mitglied des Schweizer Parlamentarier-Teams, das am Parallel-Slalom Anglo-Swiss Parliamentary Race 1983 im Januar in Davos teilnahm.
Er wurde 1989 Ehrenmitglied des solothurnischen Jagdschutzvereins.
Als Mitglied gehörte er der juristischen Prüfungskommission des Kantons an.
Kurz vor seinem Tod wurde er 1991 Mitglied der Aktion für eine unabhängige und neutrale Schweiz, deren Gründungs- und Vorstandsmitglied er war.

## Schriften (Auswahl)
- Der Eigenschaftsirrtum als Eheanfechtungsgrund nach schweizerischem Recht. Sauerländer, Aarau 1949.
- Erfahrungen mit einer motorisierten Aufklärungsabteilung. In: Allgemeine Schweizerische Militärzeitschrift. Band 127, Heft 7, 1961, S. 301–304 (Digitalisat).
- Ein weiterer Schritt in Richtung Agrardirigismus? In: Neue Zürcher Zeitung vom 18. März 1981, S. 33 (Digitalisat).
- Parlament im aussenpolitischen Abseits? In: Neue Zürcher Zeitung vom 26. September 1985, S. 35 (Digitalisat).
- Kontra KVP: Ständerat Max Affolter: «Nur noch ein Trümmerhaufen». In: Thuner Tagblatt vom 8. Juni 1988, S. 17 (Digitalisat).
- Handelbarkeit von Milchkontingenten? In: Neue Zürcher Zeitung vom 16. August 1988, S. 21 (Digitalisat)
- Die Kleinbauern-Initiative im Meinungsstreit. In: Neue Zürcher Zeitung vom 25. Mai 1989, S. 23 (Digitalisat).